# Kościół Narodzenia Pańskiego w Poznaniu
Kościół Narodzenia Pańskiego w Poznaniu – rzymskokatolicki kościół parafialny, zlokalizowany w Poznaniu, na os. Stefana Batorego, na osiedlu administracyjnym Piątkowo, na Piątkowie.
Kościół został zbudowany na planie sześciokąta. Po wschodniej stronie znajduje się zakrystia, a po zachodniej dzwonnica. Po prawej stoi budynek, który kiedyś pełnił funkcję kaplicy. Dziś jest tam plebania, biuro parafialne i sale dydaktyczne. Za plebanią usytuowano garaże. Plac przed kościołem jest wyłożony brukiem. Przy placu stoi krzyż i kamień upamiętniający misje święte.
Centralne miejsce zajmuje płaskorzeźba w formie tryptyku, przedstawiająca (od lewej) Wniebowstąpienie, Narodzenie Pańskie i Ofiarowanie Jezusa w Świątyni. Poniżej jest ołtarz, za nim tabernakulum. Po obu stronach znajdują się miejsca siedzące dla służby liturgicznej. Po lewej stronie ołtarza umieszczono chrzcielnicę, przy niej stoi Paschał. Na ścianie obok wisi obraz Jezu ufam Tobie. Naprzeciwko wisi kopia obrazu Matki Boskiej Częstochowskiej. Na ścianach wisi rzeźbiona w drewnie Droga Krzyżowa.
Dzwonnica tak jak kościół jest zbudowana na planie sześciokąta. Przykryta jest hełmem zakończonym krzyżem. Wisi w niej dzwon Św. Benedykt z Nursji. Dzwon ten dzwoni codziennie o 7:30, 12:00 (na Anioł Pański) i o 17:30.

## Historia budowy[3]
- październik 1989 – rozpoczyna się budowa prowizorycznego baraku – kaplicy nazywanej potocznie „Betlejemka”;
- 10 grudnia 1989 – ks. bp Zdzisław Fortuniak poświęca plac pod budowę kościoła i zaplecza;
- lipiec 1990 – rozpoczęcie budowy domu katechetycznego, w którym będzie tymczasowa kaplica;
- 1 listopada 1990 – ks. abp Jerzy Stroba eryguje parafię pw. Narodzenia Pańskiego na os. Stefana Batorego w Poznaniu. Pierwszym proboszczem zostaje ks. Jan Lesiński. Funkcję kościoła parafialnego pełni tymczasowa kaplica;
- lipiec 1993 – zakończenie budowy domu parafialnego;
- sierpień 1995 – rozpoczęcie budowy kościoła;
- 23 października 1997 – wmurowanie kamienia węgielnego przez ks. abp Juliusza Paetza;
- 29 maja 2007 – poświęcenie dzwonu przez Arcybiskupa Metropolitę Stanisława Gądeckiego;
- 20 września 2009 – poświęcenie kościoła.